# Selaginella wallisii
Selaginella wallisii är en mosslummerväxtart som beskrevs av Eduard August von Regel och Salom.. Selaginella wallisii ingår i släktet mosslumrar, och familjen mosslummerväxter. Inga underarter finns listade i Catalogue of Life.